# Ormiscodes taylori
Ormiscodes taylori är en fjärilsart som beskrevs av Julian P. Donahue och Lemaire 1974. Ormiscodes taylori ingår i släktet Ormiscodes och familjen påfågelsspinnare. Inga underarter finns listade i Catalogue of Life.